# Kfz-Kennzeichen (Bulgarien)

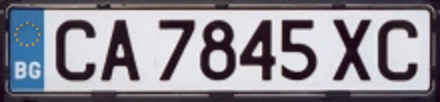
Aktuelles Kfz-Kennzeichen aus Bulgarien für Sofia-Stadt

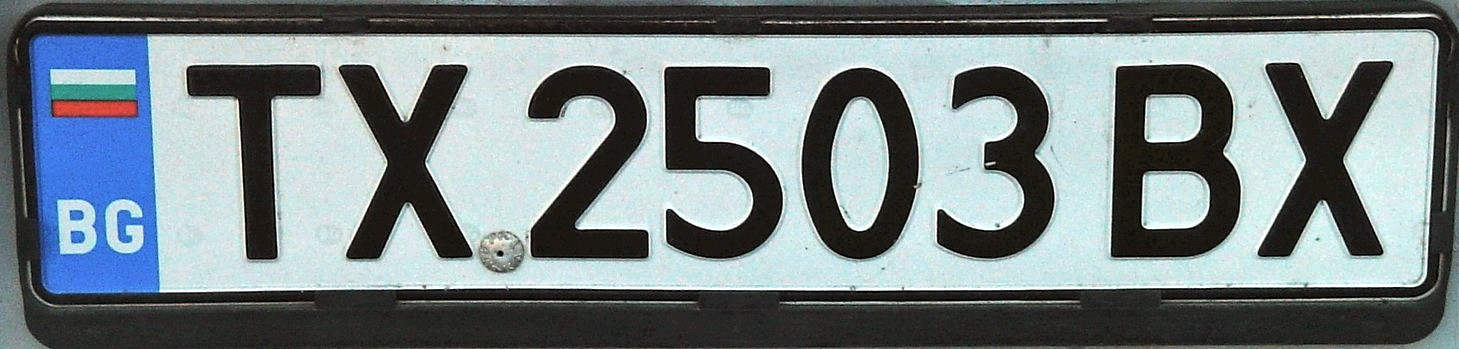
Kfz-Kennzeichen vor EU-Beitritt

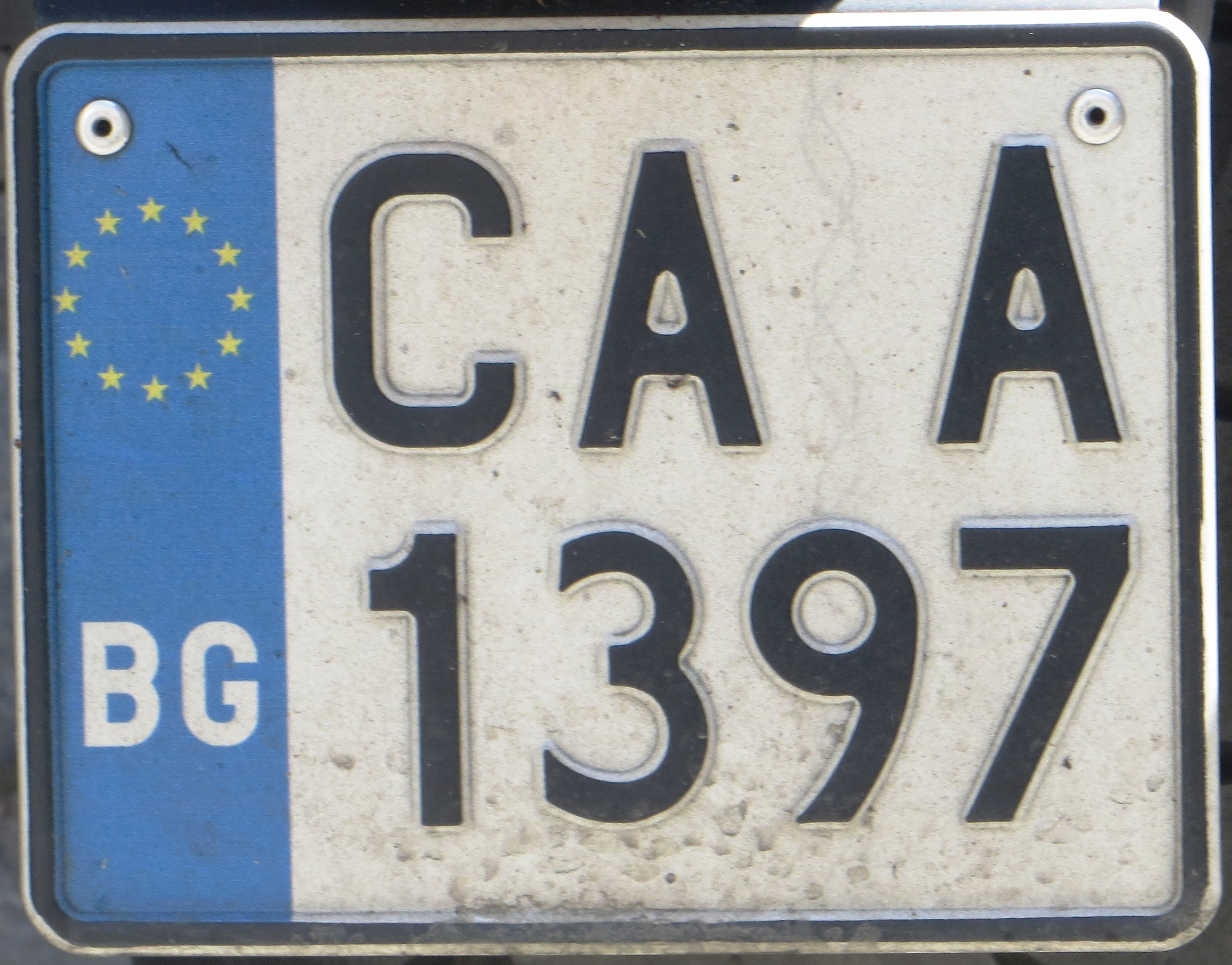
Zweiradkennzeichen

Bulgarische Kfz-Kennzeichen zeigen in der Regel auf weißem Untergrund schwarze Schrift, wobei ausschließlich Buchstaben vorkommen, die sowohl im lateinischen, als auch im kyrillischen Alphabet existieren. Hierbei überwiegt die kyrillische Bedeutung der Buchstaben; bei einzelnen passt aber die lateinische Bedeutung.
Die Kfz-Kennzeichen beginnen mit dem Kürzel des Bezirks, in dem das Fahrzeug zugelassen ist. Es folgen vier Ziffern und zwei weitere Buchstaben. Bei zweizeiligen Schildern erscheinen alle Buchstaben in der oberen Zeile, die Ziffern in der unteren. Am 13. Oktober 2008 wurde mit der Einführung der EU-Kennzeichen begonnen. An neuen Kennzeichen befindet sich am linken Rand ein blaues Feld mit der Landeskennung BG und den zwölf europäischen Sternen. Zwischen 2000 und dem Beitritt zur Europäischen Union 2007 war die Nationalflagge Bulgariens über der Länderkennung abgebildet. Seit der Einführung des aktuellen Systems 1992 werden nur noch Zeichen gebraucht, die sowohl im kyrillischen als auch im lateinischen Alphabet als Buchstaben erkannt werden. Dafür wurden teilweise neue Bezirks-Kürzel eingeführt.

## Kfz-Zulassung
Alle Kraftfahrzeuge und Anhänger, die sich im öffentlichen Straßenverkehr in Bulgarien bewegen, müssen durch die Verkehrspolizei registriert werden. Ausgenommen sind Trolleybusse, Kettenfahrzeuge sowie selbstfahrende Arbeitsmaschinen.
Fahrzeuge werden durch ihre Identifizierungsnummer (VIN), Kategorie, Marke, Modell und andere Daten registriert. Im Feld B (Tag der ersten Zulassung) wird das Datum des Importes nach Bulgarien eingetragen. Jedes registrierte Fahrzeug erhält eine EU-konforme Zulassungsbescheinigung Teil I+II sowie Nummernschilder ausgestellt. Die Schilder werden vom Amt zur Verfügung gestellt und verbleiben in der Regel lebenslang am Fahrzeug. Zur Diebstahlsicherung wurden die Schilder früher mit Bohrloch und einer amtlichen Blindniete am Fahrzeug gesichert. Seit August 2017 wird auf dieses Verfahren verzichtet.
Bei einem inländischen Verkauf muss nicht die Verkehrspolizei aufgesucht werden, sondern die Papiere werden durch einen notariell beglaubigten Kaufvertrag (Dogovor/Договор) umgeschrieben. Dies kann auch mehrfach hintereinander passieren. Die Zulassung kostet jährlich umgerechnet 20 Euro. Sie allein berechtigt aber nicht zur Teilnahme am Straßenverkehr. Hinzu kommt eine Haftpflicht- (гражданска отговорност) und ggf. eine Kaskoversicherung sowie die Grüne Karte für Fahrten ins Ausland. Durch die niedrigen Versicherungstarife und da es keine Luxussteuer auf Neuwagen gibt sind bulgarische Kennzeichen im benachbarten Rumänien sehr beliebt.

## Kennzeichenvarianten

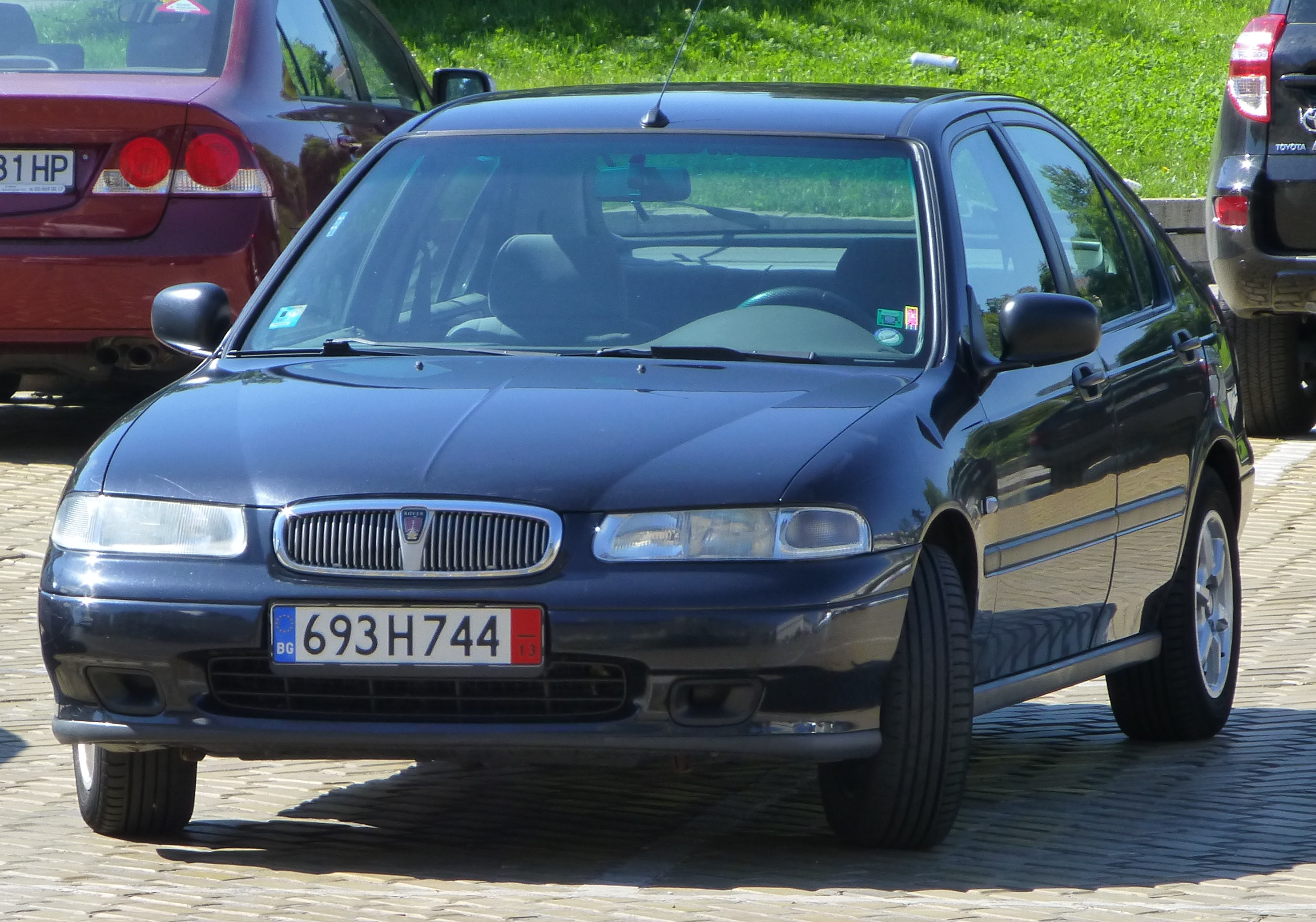
Temporäres Schild mit EU-Feld

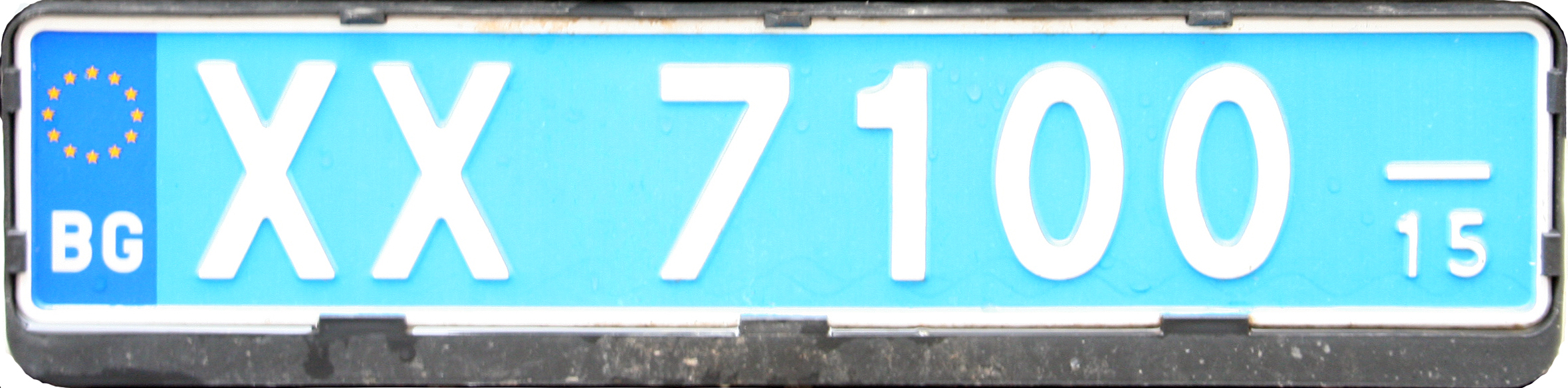
Vorläufiges Kennzeichen

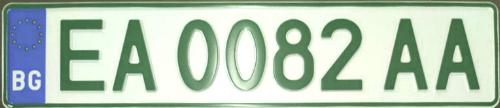
Kennzeichen für Elektrofahrzeuge

- Fahrzeuge der bulgarischen Streitkräfte besitzen seit 2006 Kennzeichen, die mit BA für (bulgarisch Българска армия/Balgarska Armija resp. englisch Bulgarian Army) beginnen. Sie weisen sechs Ziffern in zwei Dreiergruppen auf, gleichen ansonsten aber den normalen Schildern.
- Für den Zivilschutz werden Schilder mit blauer Aufschrift und dem Kürzel CP für englisch Civil Protection verwendet.
- Alle anderen staatlichen Institutionen nutzen normale Nummernschilder.
- Elektrofahrzeuge erhalten seit 2022 ein Kennzeichen mit grüner Schrift. Dabei wird für Automobile das Kürzel EA und für Krafträder das Kürzel EM vergeben.[2]
- Bei Anhängern beginnt der zweite Buchstabenblock mit einem E.
- Zweizeilige Schilder für Mopeds zeigen nach dem Regionskürzel nur einen weiteren Buchstaben in der oberen Zeile.
- Temporäre Kennzeichen bestehen aus drei Ziffern, einem Buchstaben und weiteren drei Ziffern. Am rechten Rand befindet sich ein rotes Feld mit Angaben zur Gültigkeit des Schildes. Anhand des Buchstabens kann der Status des Fahrzeugs genauer beschrieben werden:
  - B für eine Kurzzulassung (временен)
  - H für Neuwagen (ново)
  - T für Transit (транзит)
- Kennzeichen von Fahrzeugen, die auf ausländische Personen ohne dauerhafte Aufenthaltsbescheinigung zugelassen sind, beginnen mit XX und sind in weißer Schrift auf hellblauem Grund gehalten. Auf die Darstellung des blauen Balkens mit der bulgarischen Flagge wurde anfangs verzichtet. Mittlerweile zeigen aber auch diese Schilder am linken Rand das Eurofeld.
- Diplomatenkennzeichen besitzen weiße Schrift auf rotem Grund und beginnen mit einem C gefolgt von vier Ziffern, von denen die ersten beiden das Herkunftsland angeben (z. B. C-0412 für Deutschland).
- Konsularische Kennzeichen tragen die Kennung CC, die Schilder des technischen Personals CT. Am rechten Rand wird zudem die Gültigkeit des Schildes anhand einer zweistelligen Jahreszahl vermerkt.
- Wunschkennzeichen haben abweichend vom Standard auch 5 oder 6 Ziffern nach dem Bezirkskürzel. Also z. B. C-12345A oder C-123456. Preis ab EUR 4000,--

| Kennzeichen | Schema                  | Anwendung                                         | Anmerkungen                                                                                           |
| ----------- | ----------------------- | ------------------------------------------------- | --- |
|             | A 1234 BC AB 1234 CD    | Privatfahrzeuge                                   | ab 2007 mit den 12 Europa-Sternen statt bulgarischer Flagge                                           |
|             | A 1234 BC AB 1234 CD    | Elektrofahrzeuge                                  | wie normale Kennzeichen, aber grüne Aufschrift                                                        |
|             | A 1 1234 BC AB 11234 CD | Wiederholungskennzeichen                          | wie normale Kennzeichen, aber rote Aufschrift                                                         |
|             | BA 123 456              | Bulgarische Streitkräfte                          | BA = Българска армия / Balgarska Armija seit 2007 mit den 12 Europa-Sternen statt bulgarischer Flagge |
|             | CP 12 345               | Zivilschutz                                       | CP = Civil Protection, blaue Schrift ab 2007 mit den 12 Europa-Sternen statt bulgarischer Flagge      |
|             | C 1234 08               | diplomatische Mission                             | ersten beiden Ziffern codieren das Herkunftsland, kleine Ziffern am rechten Rand geben das Jahr an    |
|             | CC 1234 08              | konsularische Mission                             | ersten beiden Ziffern codieren das Herkunftsland, kleine Ziffern am rechten Rand geben das Jahr an    |
|             | CT 1234 08              | technisches Personal einer diplomatischen Mission | ersten beiden Ziffern codieren das Herkunftsland, kleine Ziffern am rechten Rand geben das Jahr an    |
|             | XX 1234 08              | Ausländer-Kennzeichen                             | kleine Ziffern am rechten Rand geben das Jahr an                                                      |
|             | 123 B 456               | B = Kurzzeitzulassung, H = Neuwagen, T = Transit  | Angabe der Gültigkeit mit Monat und Jahr im rechten Rand                                              |

## Alte Kennzeichen

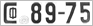
Vor 1969

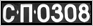
1969–1986

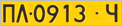
1986 bis 1992

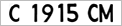
1992–1998

Vor 1986 waren die Nummernschilder für Privatfahrzeuge mit weißer Schrift auf schwarzem Grund ausgestattet. Ihr Schema war K♢X♢####. Zwischen Provinzkürzel und dem Buchstaben befanden sich kleine Rauten als Trennzeichen. Es wurden auch kyrillische Kleinbuchstaben benutzt.
Zwischen 1986 und 1992 wurden gelbe Kennzeichenschilder nach dem Schema K-#### X benutzt. Behördliche Fahrzeuge trugen weiße Schilder. Sowohl für die Provinzkürzel als auch als letzter Buchstabe wurden auch kyrillische Buchstaben verwendet. Bis zum 1. Juni 2006 mussten alle Nummernschilder in EU-konforme Schilder mit dem blauen Band links umgetauscht werden. Heute findet man die alten bis zum Jahre 2000 vergebenen Nummernschilder noch vereinzelt an Motorrädern und Anhängern. Diese Fahrzeuge sind offiziell abgemeldet und dürfen nicht mehr im Straßenverkehr bewegt werden.

Kennzeichen mit kyrillischen Buchstaben sind im grenzüberschreitenden Verkehr seit 1992 nicht mehr zugelassen.

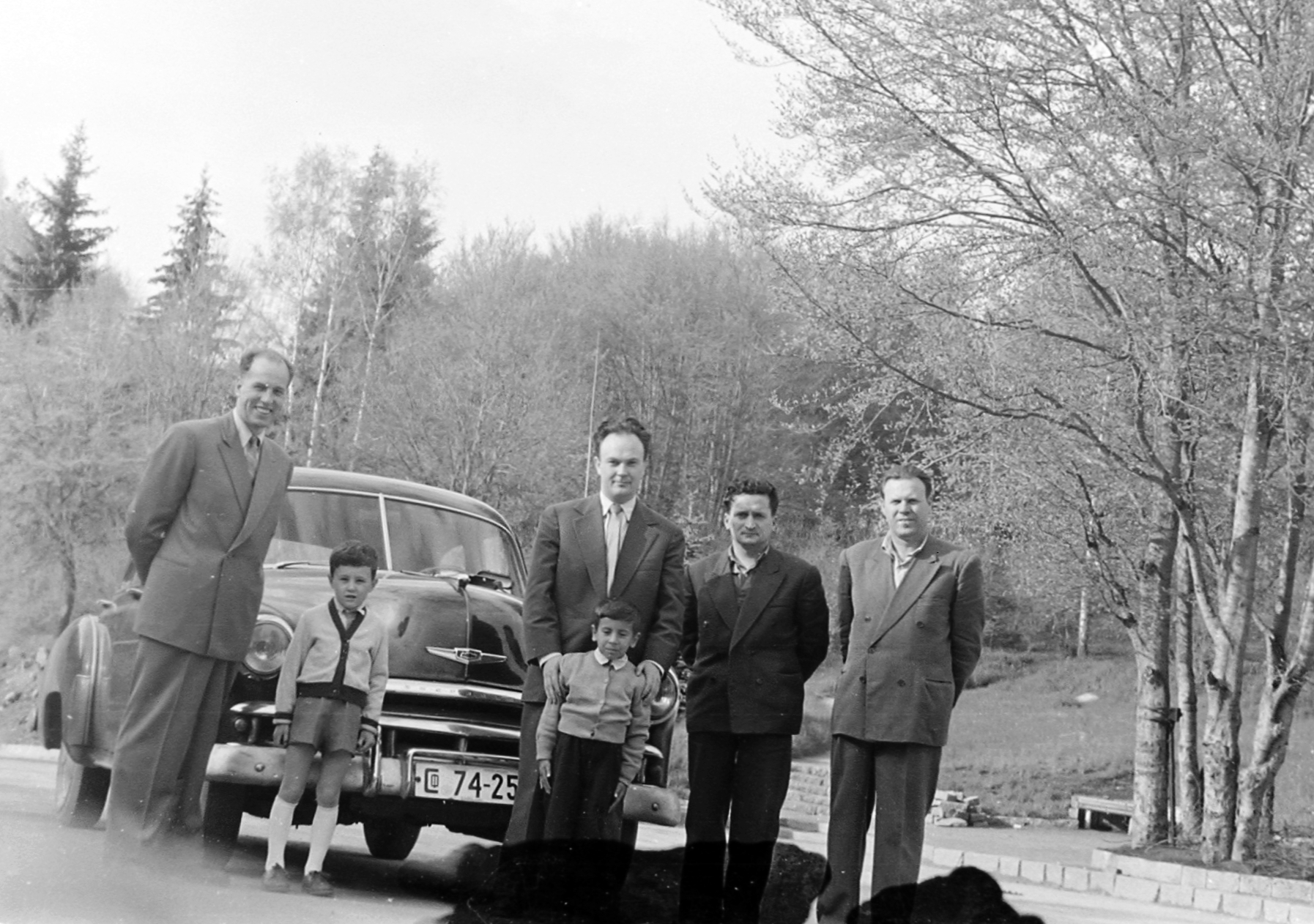
Weißes Kennzeichen aus СФ = Sofia (1959)
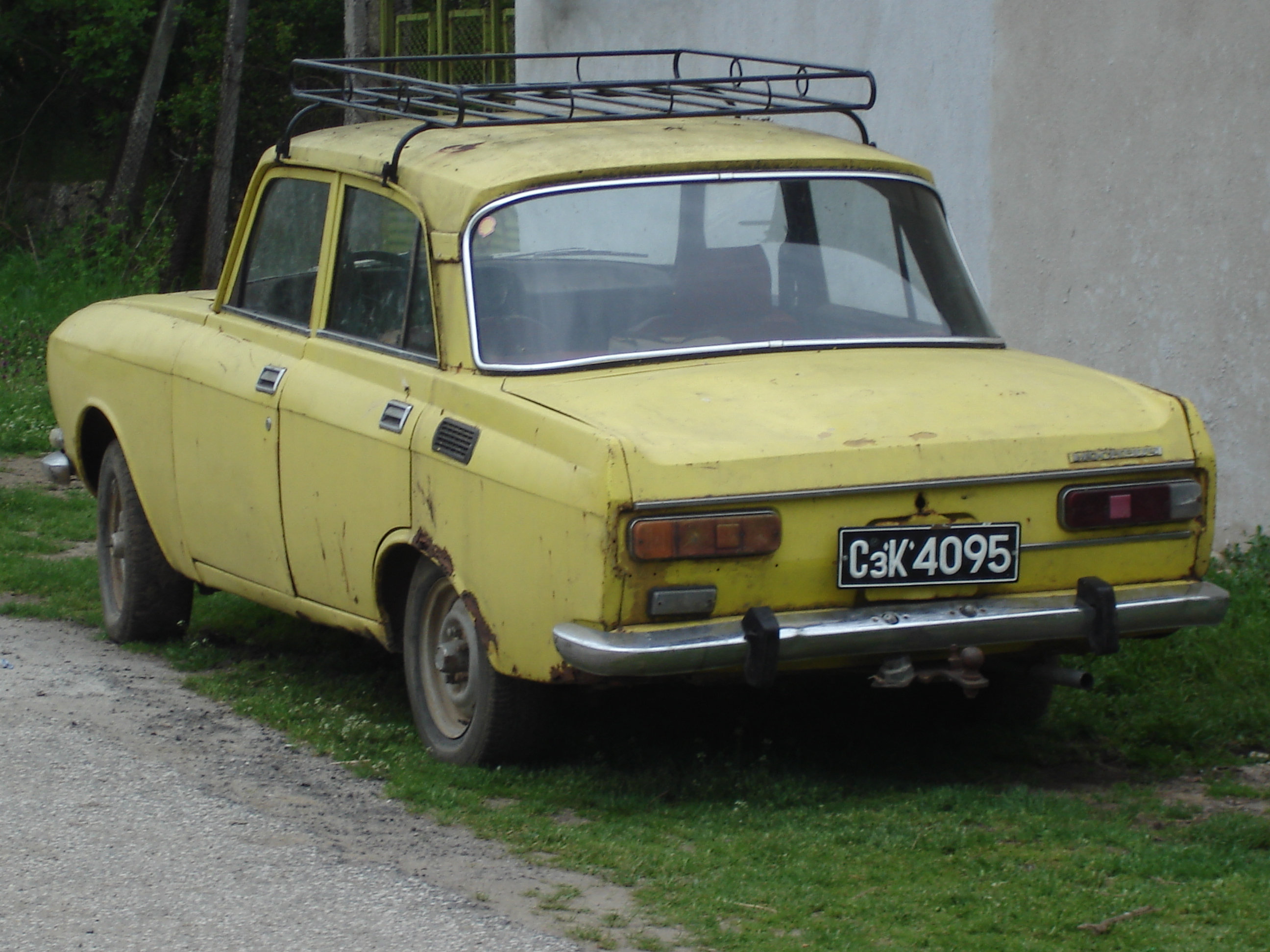
Moskwitsch mit schwarzen Nummernschild bis 1986, Сэ = Stara Sagora
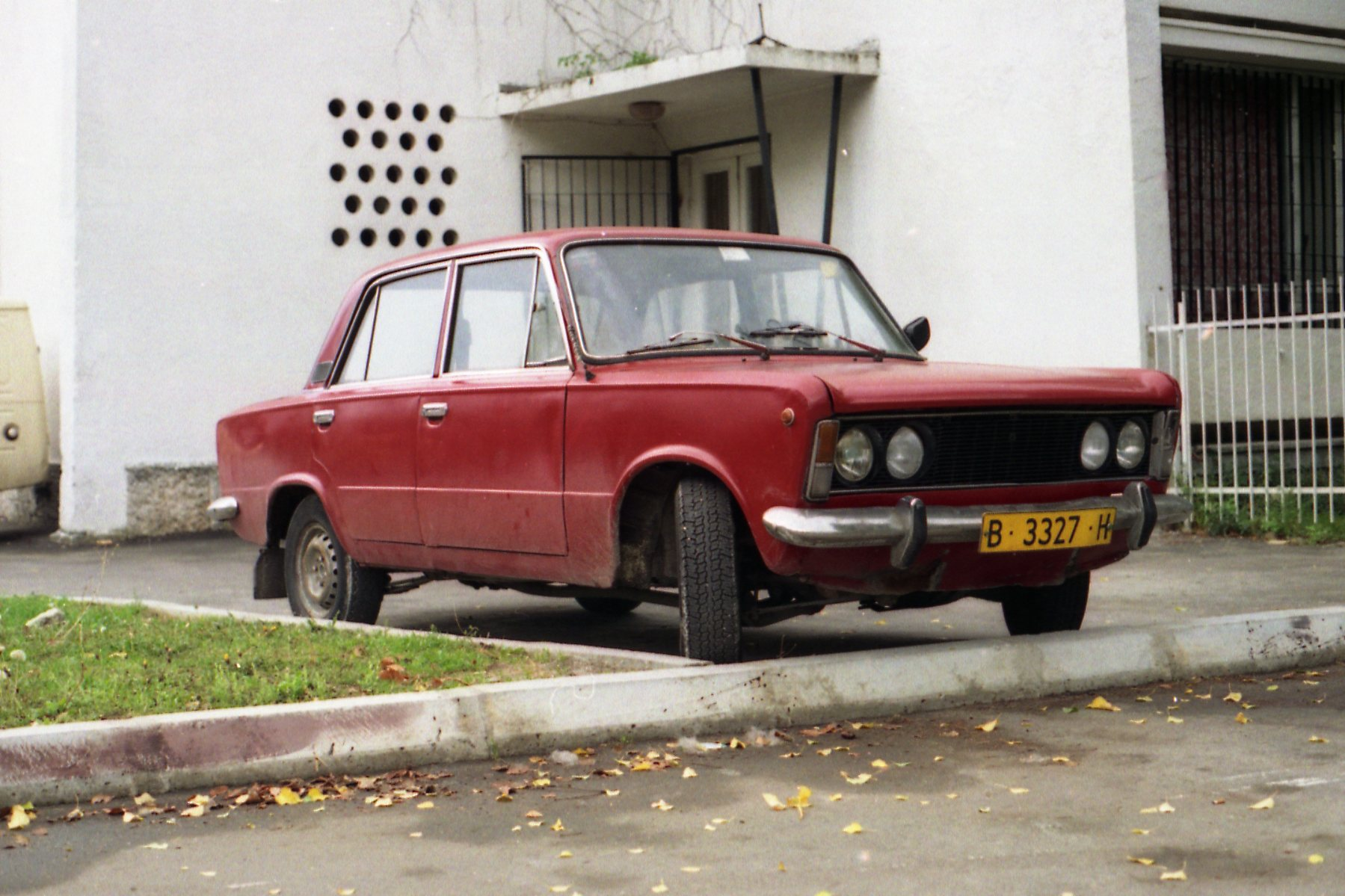
Polski Fiat 125 mit gelben Kennzeichen bis 1992, B = Warna
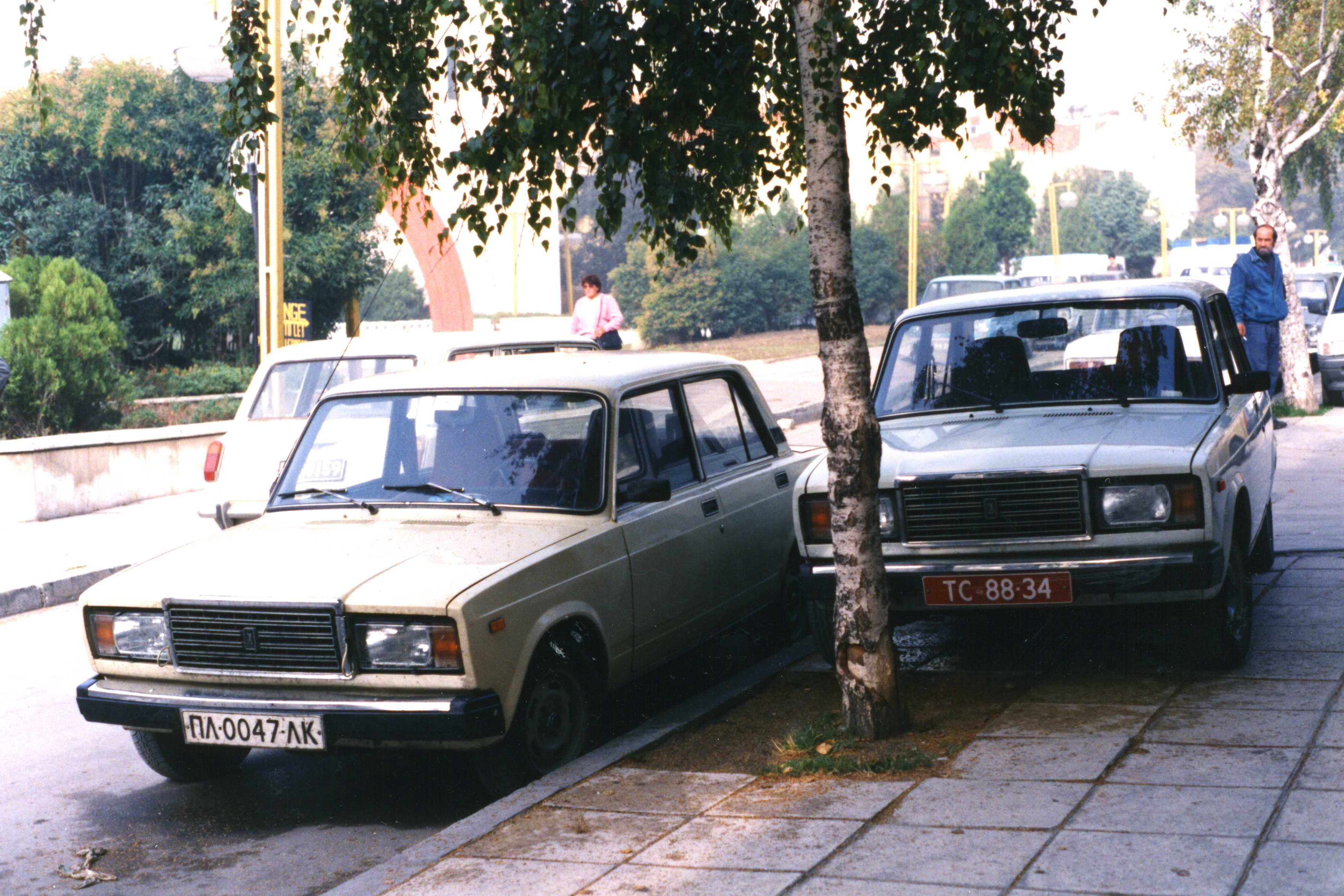
Behördliches Kennzeichen aus ПЛ = Plewen und Fahrzeug mit Kennzeichen für Botschaftsangehörige (ТС)
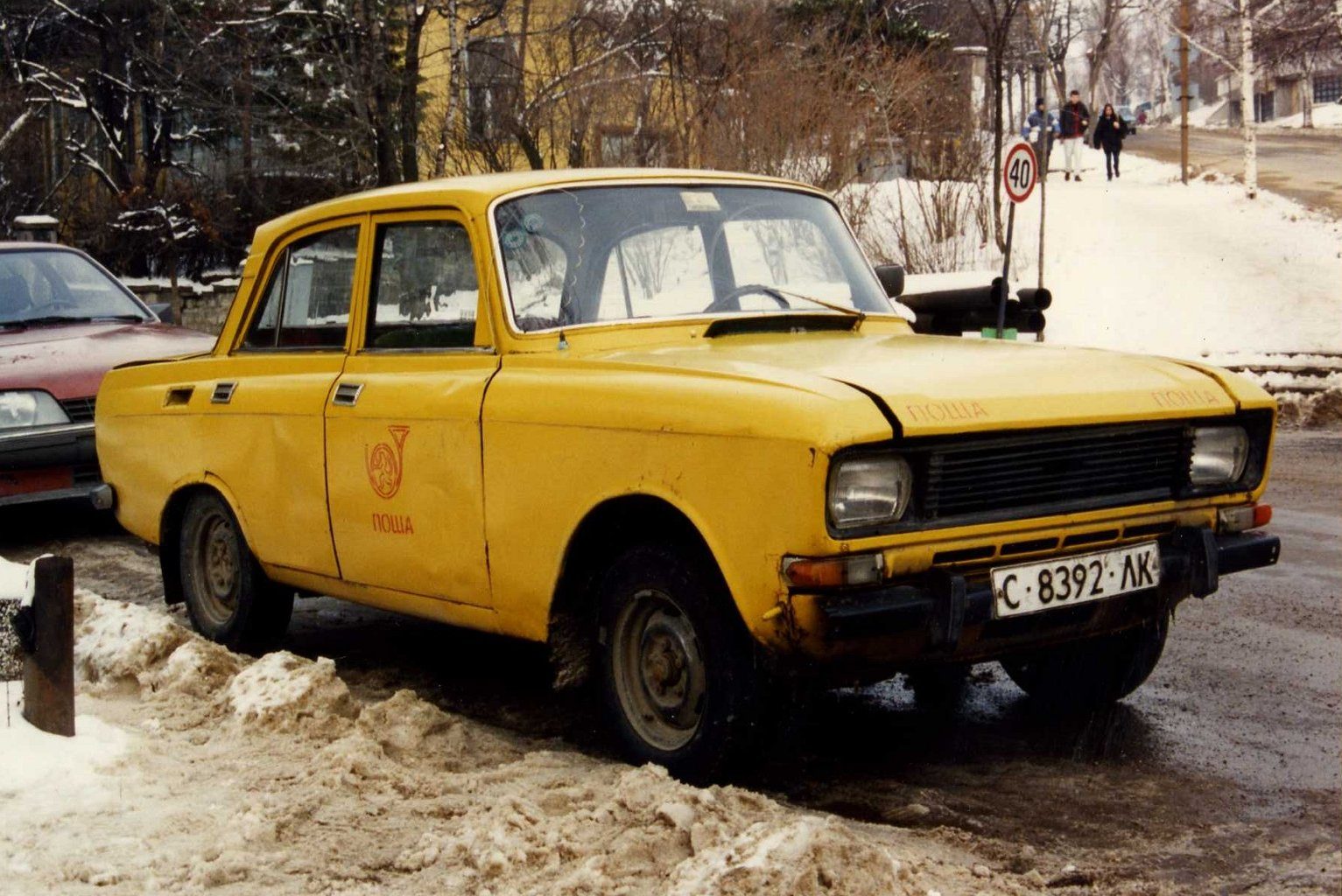
Moskwitsch der Bulgarischen Post mit behördlichen Kennzeichen ab 1986, C = Sofia

## Kürzel

### Kürzel der Bezirke

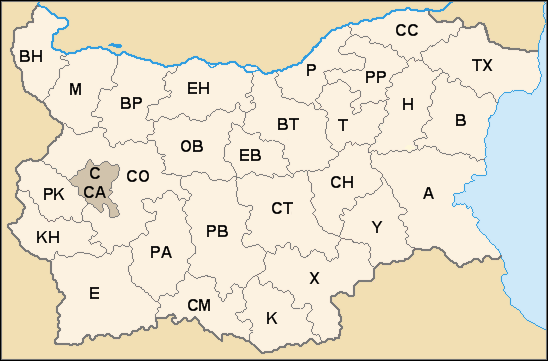
Geografische Verteilung der aktuellen Kürzel

Geänderte Kürzel haben einen rosa Hintergrund:
| Kürzel ab 1992 | Kürzel 1985–1992 | Kürzel vor 1985 | Bezirk                         | Bulgarisch                    | Regionsbezeichnung                       |
| -------------- | ---------------- | --------------- | ------------------------------ | ----------------------------- | ---------------------------------------- |
| A              | Б                | Бс und Б        | Burgas                         | Бургас                        | Бургаско                                 |
| B              | В                | Вн und B        | Warna                          | Варна                         | Варненско                                |
| BH             | ВД               | Вд              | Widin                          | Видин                         | Видинско                                 |
| BP             | ВР               | Вр              | Wraza                          | Враца                         | Врачанско                                |
| BT             | ВТ               | Tн und ВТ       | Weliko Tarnowo                 | Велико Търново                | Великотърновско                          |
| C, CA, CB      | С                | Сф, С und А     | Sofia-Stadt                    | София-град                    | София                                    |
| CC             | СС               | Сс              | Silistra                       | Силистра                      | Силистренско                             |
| CH             | СЛ               | Сл              | Sliwen                         | Сливен                        | Сливенско                                |
| CM             | СМ               | См              | Smoljan                        | Смолян                        | Смолянско                                |
| CO C0          | СФ               | СФ              | Sofia                          | София                         | Софийско                                 |
| CT             | СЗ               | Cз und СT       | Stara Sagora                   | Стара Загора                  | Старозагорско                            |
| E              | БЛ               | Бл              | Blagoewgrad                    | Благоевград                   | Благоевградско                           |
| EB             | Г                | Гб und Г        | Gabrowo                        | Габрово                       | Габровско                                |
| EH             | ПЛ               | Пл              | Plewen                         | Плевен                        | Плевенско                                |
| H              | Ш                | Шн und Ш        | Schumen                        | Шумен                         | Шуменско                                 |
| K              | К                | Кж und К        | Kardschali                     | Кърджали                      | Кърджалийско                             |
| KH             | КН               | Кн              | Kjustendil                     | Кюстендил                     | Кюстендилско                             |
| M              | М                | Мх und М        | Montana (früher Michailowgrad) | Монтана (früher Михайловград) | Монтанско (früher Михайловградско)       |
| OB             | Л                | Лч und Л        | Lowetsch                       | Ловеч                         | Ловешко                                  |
| P              | Р                | Рс und P        | Russe                          | Русе                          | Русенско                                 |
| PA             | ПЗ               | Пз              | Pasardschik                    | Пазарджик                     | Пазарджишко                              |
| PB             | П                | Пд und П        | Plowdiw                        | Пловдив                       | Пловдивско                               |
| PK             | ПК               | Пк              | Pernik                         | Перник                        | Пернишкао                                |
| PP             | РЗ               | Рз              | Rasgrad                        | Разград                       | Разградско                               |
| T              | Т                | Тщ und Т        | Targowischte                   | Търговище                     | Търговищко                               |
| TX             | ТХ               | Тх              | Dobritsch (früher Tolbuchin)   | Добрич (früher Толбухин)      | Добричко (Добруджа) (früher Толбухинско) |
| X              | Х                | Хс und Х        | Chaskowo                       | Хасково                       | Хасковско                                |
| У              | Я                | Яб und Я        | Jambol                         | Ямбол                         | Ямболско                                 |
|                |                  |                 |                                |                               |                                          |
| BA             | В                | В               | Bulgarische Streitkräfte       | Българска армия               |                                          |
| CP             | ГЗ               | ГЗ              | Zivilschutz                    | Гражданска защита             |                                          |

### Diplomatische Kürzel
| Code | Staat                  |
| ---- | ---------------------- |
| 01   | Vereinigtes Königreich |
| 02   | USA                    |
| 03   | USA                    |
| 04   | Deutschland            |
| 05   | Türkei                 |
| 06   | frei                   |
| 07   | Griechenland           |
| 08   | Frankreich             |
| 09   | Frankreich             |
| 10   | Italien                |
| 11   | Belgien                |
| 12   | Dänemark               |
| 13   | Niederlande            |
| 14   | Spanien                |
| 15   | Portugal               |
| 16   | Schweden               |
| 17   | Schweiz                |
| 18   | Österreich             |
| 19   | Argentinien            |
| 20   | Japan                  |
| 21   | Finnland               |
| 22   | Israel                 |
| 23   | Afghanistan            |
| 24   | Algerien               |
| 25   | Brasilien              |
| 26   | Venezuela              |
| 27   | Ghana                  |
| 28   | Ägypten                |
| 29   | Ecuador                |
| 30   | Äthiopien              |
| 31   | Indien                 |
| 32   | Indonesien             |
| 33   | Irak                   |

| Code | Staat                         |
| ---- | ----------------------------- |
| 34   | Iran                          |
| 35   | Jemen                         |
| 36   | Kolumbien                     |
| 37   | Kuwait                        |
| 38   | Libyen                        |
| 39   | Libanon                       |
| 40   | Marokko                       |
| 41   | Mexiko                        |
| 42   | Peru                          |
| 43   | Syrien                        |
| 44   | Uruguay                       |
| 45   | Irland                        |
| 46   | Palästina                     |
| 47   | UNDP                          |
| 48   | UNHCR                         |
| 49   | Internationaler Währungsfonds |
| 50   | Südkorea                      |
| 51   | Albanien                      |
| 52   | Vietnam                       |
| 53   | Vietnam                       |
| 54   | frei                          |
| 55   | frei                          |
| 56   | Kambodscha                    |
| 57   | Volksrepublik China           |
| 58   | Volksrepublik China           |
| 59   | Nordkorea                     |
| 60   | Kuba                          |
| 61   | Kuba                          |
| 62   | Mongolei                      |
| 63   | Nicaragua                     |
| 64   | Polen                         |
| 65   | Polen                         |
| 66   | Rumänien                      |

| Code | Staat                   |
| ---- | ----------------------- |
| 67   | Rumänien                |
| 68   | Russland                |
| 69   | Russland                |
| 70   | Aserbaidschan           |
| 71   | Bosnien und Herzegowina |
| 72   | Ungarn                  |
| 73   | Ungarn                  |
| 74   | Tschechien              |
| 75   | Slowakei                |
| 76   | Serbien                 |
| 77   | Malta                   |
| 78   | Kasachstan              |
| 79   | Südafrika               |
| 80   | Heiliger Stuhl          |
| 81   | Europäische Kommission  |
| 82   | Slowenien               |
| 83   | Weltbank                |
| 84   | Kroatien                |
| 85   | EBRD                    |
| 86   | Nordmazedonien          |
| 87   | Zypern                  |
| 88   | Norwegen                |
| 89   | Ukraine                 |
| 90   | Republik Moldau         |
| 91   | Armenien                |
| 92   | Belarus                 |
| 93   | frei                    |
| 94   | frei                    |
| 95   | Sudan                   |
| 96   | frei                    |
| 97   | frei                    |
| 98   | Georgien                |
| 99   | Estland                 |